# Región de Bono Este
La Región de Bono Este es una región de Ghana, con capital en Techiman. La creación de esta región fue en cumplimiento de una promesa hecha por el Nuevo Partido Patriótico antes de las elecciones generales de Ghana de 2016. Al ganar las elecciones, el presidente, Nana Akufo-Addo creó el Ministerio de Reorganización Regional para supervisar la formulación e implementación de políticas. En las seis nuevas regiones se crearán a partir de las diez regiones existentes de Ghana. Las otras regiones que fueron creadas son la Región de Bono, Norte Occidental, Ahafo, Sabana, Norte Oriental y Oti.
La ejecución de los planes para la creación de las regiones se le asignó al recién creado Ministerio de Reorganización y Desarrollo Regional, que está bajo el liderazgo de Dan Botwe. En marzo de 2017, el ministerio envió el anteproyecto para la creación de la región junto con otros al Consejo de Estado. El consejo se reunió más de 36 veces desde el momento de la presentación hasta agosto de 2017. La etapa final para la creación de la región se decidió a través de un referéndum entre los habitantes de la zona de influencia de la nueva región el 27 de diciembre de 2018.

## Historia
En el referéndum del 27 de diciembre de 2018 votaron 450 812, que representan el 85,82 % de los 525 275 votantes registrados. 448 545 (99,50 %) votaron a favor de la creación de la nueva región y 1384 (0,31 %) en contra. Se rechazaron un total de 883 (0,20 %) papeletas.

## Demografía y vida cultural
La Región de Bono Oriental tiene una baja densidad de población y la mayoría de los habitantes habla el dialecto Bono. El culto y la espiritualidad ancestral Bono y el cristianismo forman las religiones dominantes de la región.

### Celebraciones festivas
- Festival Apoo
- Festival Kurubi: este festival es celebrado por la gente de Kintampo en noviembre principalmente para unir a todos los descendientes de Wangara en Ghana. Las vírgenes normalmente bailan sobre zancos como una parte interesante del festival.
- Nkyifie, la gente de Prang lo celebra en septiembre y octubre.[13][14][12]

## Divisiones administrativas
Hay once distritos administrativos dentro de la Región de Bono Este. Ellos son:
| Nombre             | Capital     | Tipo      |
| ------------------ | ----------- | --------- |
| Atebubu Amantin    | Atebubu     | Municipal |
| Kintampo Norte     | Kintampo    | Municipal |
| Kintampo Sur       | Jema        | Ordinario |
| Nkoranza Norte     | Busunya     | Ordinario |
| Nkoranza Sur       | Nkoranza    | Municipal |
| Distrito Pru Este  | Yeji        | Ordinario |
| Distrito Pru Oeste | Prang       | Ordinario |
| Sene Este          | Kajaji      | Ordinario |
| Sene Oeste         | Kwame Danso | Ordinario |
| Techiman           | Techiman    | Municipal |
| Techiman Norte     | Tuobodom    | Ordinario |